# La Dolorita (paroisse civile)
Pour les articles homonymes, voir La Dolorita.
La Dolorita est l'une des cinq paroisses civiles de la municipalité de Sucre dans l'État de Miranda au Venezuela. Sa capitale est La Dolorita, qui constitue l'un des quartiers orientaux de la capitale Caracas. En 2011, sa population s'élève à 65 159 habitants.

## Géographie

### Démographie
Hormis sa capitale La Dolorita, la paroisse civile recouvre plusieurs localités ou quartiers de Caracas :
- La Dolorita
- Fila de Mariches (partie ouest)
- Guaicoco
  - Terrazas de Guaicoco
- La Estancia